# Sergio Herrera Pirón
Sergio Herrera Pirón (Miranda de Ebro, Burgos, Castella i Lleó, 5 de juny de 1993) és un futbolista professional castellanolleonès que juga com a porter pel CA Osasuna.

## Carrera esportiva
Herrera es va formar al planter del Deportivo Alavés i va debutar com a sènior amb el Deportivo Alavés B la temporada 2011–12 a Tercera Divisió. El 28 de novembre de 2012 va debutar amb el primer equip, com a titular, en una derrota a fora per 1–3 contra el FC Barcelona a la Copa del Rei.
Herrera va jugar només un partit més amb el primer equip (que va promocionar a Segona Divisió) abans de ser cedit al CD Laudio el 23 de juliol de 2013. Després del seu retorn, fou assignat novament a l'equip B, a Tercera Divisió.
El 2 de juliol de 2015 Herrera signà contracte amb la SD Amorebieta de Segona Divisió B. El 22 de juny de l'any següent, després d'haver estat titular regular, va signar un contracte de tres anys per la SD Huesca de segona divisió.
El 20 d'agost de 2016 Herrera va debutar com a professional, jugant com a titular en un empat 0–0 a fora contra l'AD Alcorcón. Va esdevenir titular indiscutible amb el club, per damunt dels nous fitxatges Javi Jiménez (qui estava lesionat) i Queco Piña.
El 12 de juliol de 2017 Herrera va signar contracte per quatre anys amb el CA Osasuna, acabat de descendir des de La Liga, per un traspàs de 300,000 €. Va passar la primera mitja temporada 2018–19 recuperant-se d'una lesió de genoll, i va jugar molt poc en una temporada en què l'equip va ascendir de categoria.

## Palmarès
Osasuna
- Segona Divisió: 2018–19[9]